# Kloster Sonnefeld

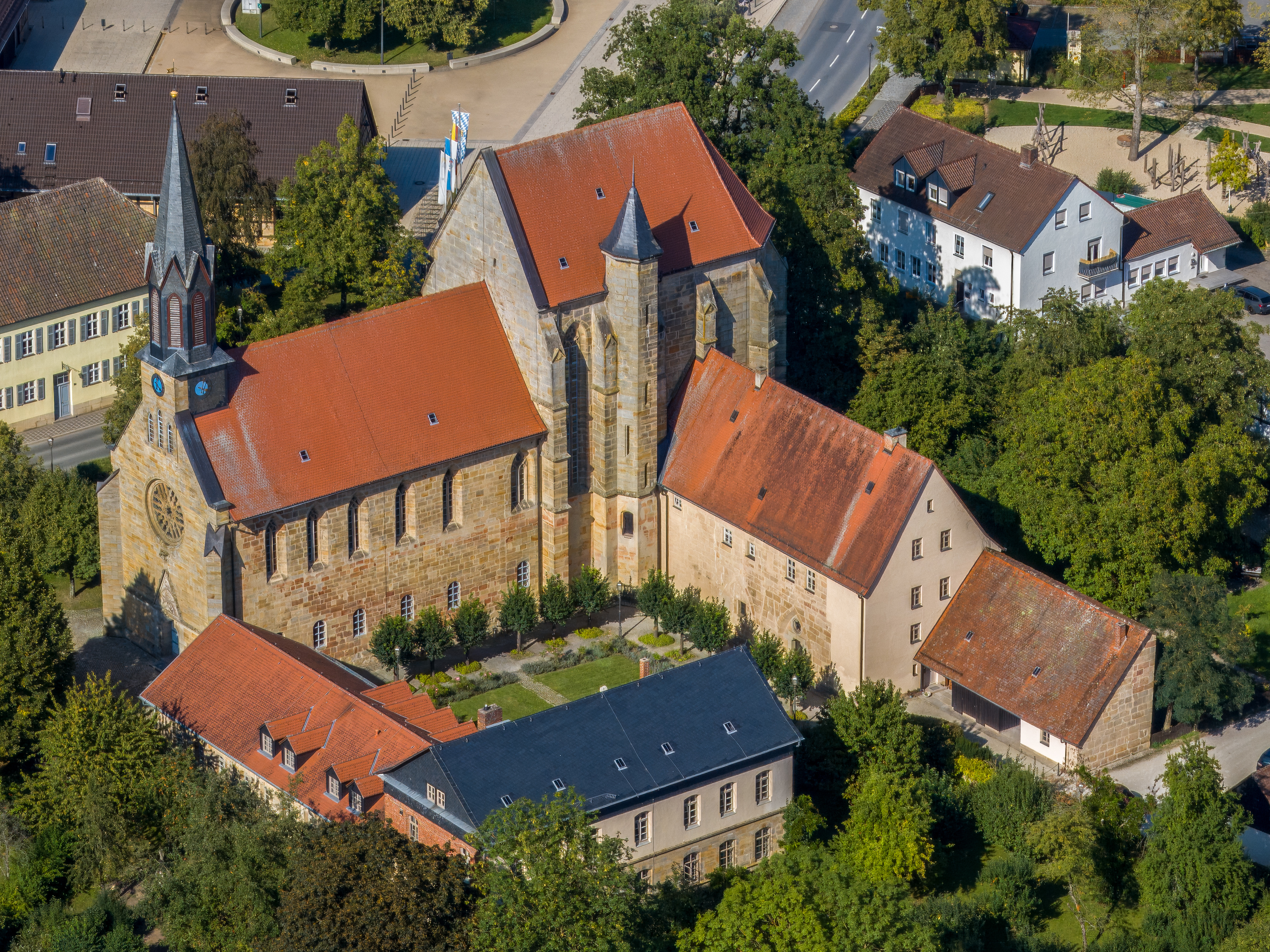
Kloster Sonnefeld, Luftaufnahme

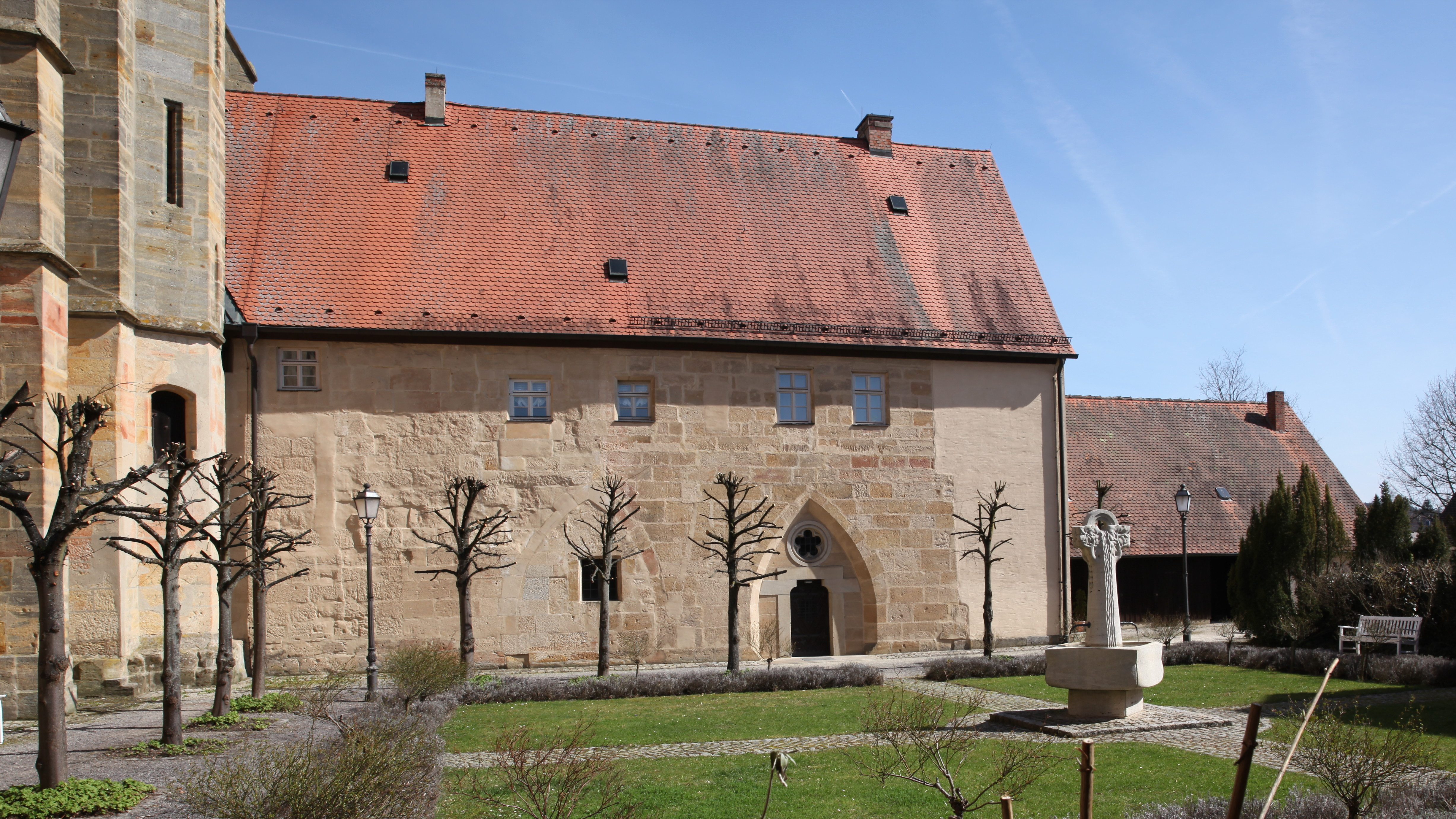
Klaustrum

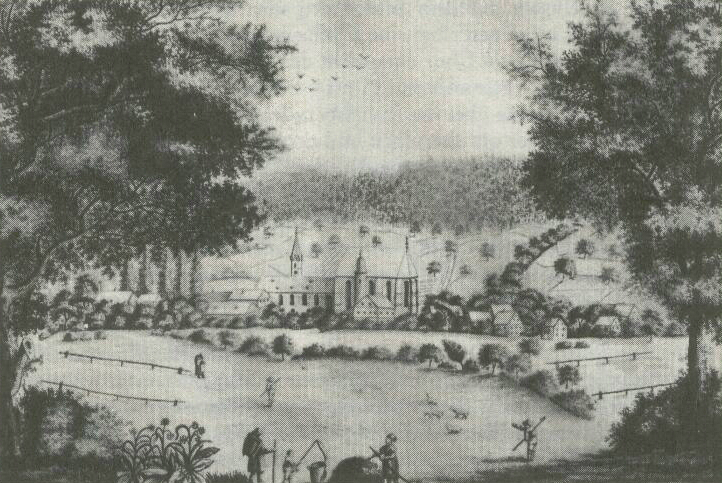
Ansicht von 1825, Zeichnung von Karl Koch

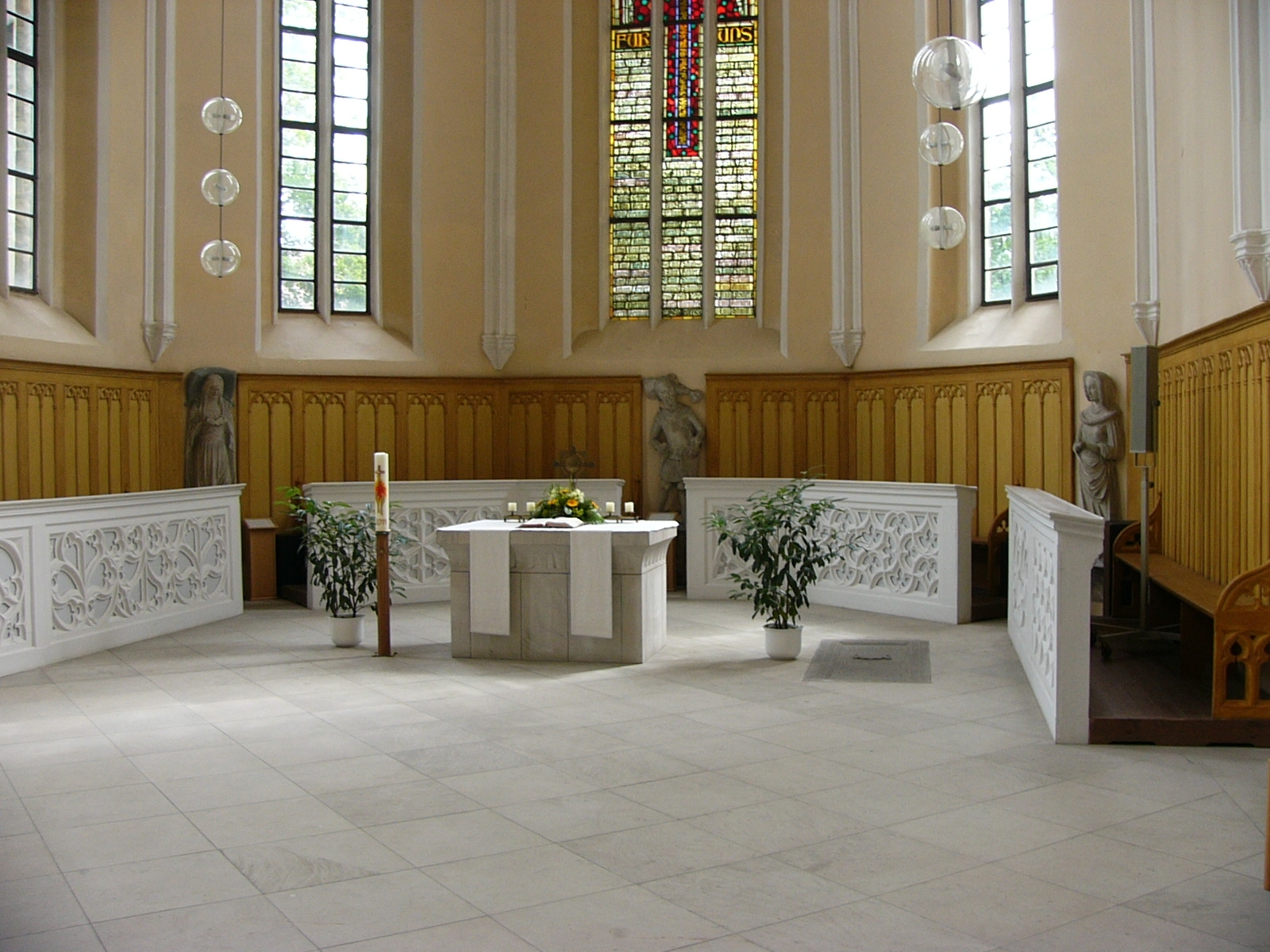
Chorraum

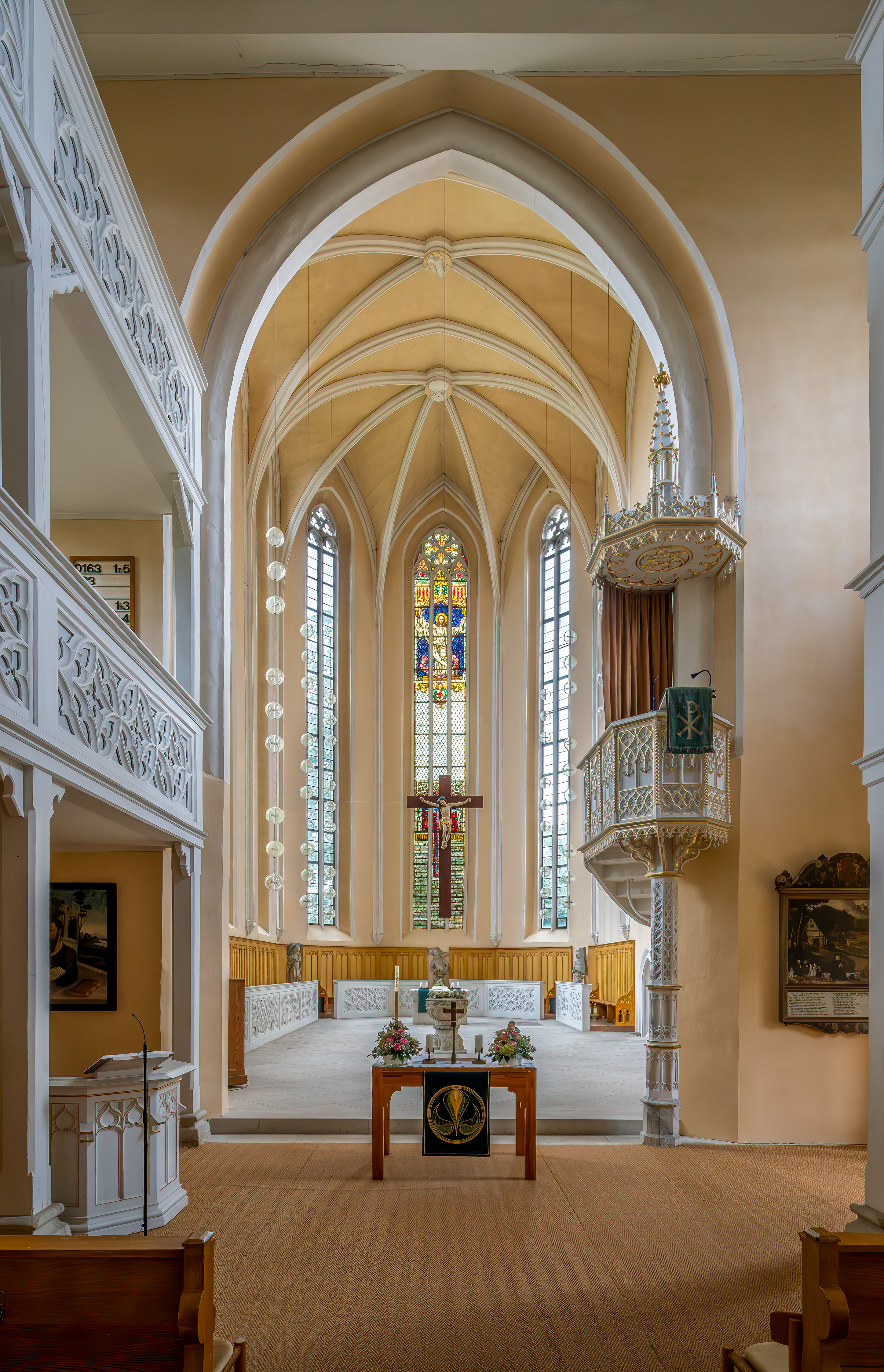
Innenraum der Klosterkirche

Das Kloster Sonnefeld ist ein ehemaliges Kloster der Zisterzienserinnen in Sonnefeld in Bayern. Die Klosterkirche ist heute evangelisch-lutherische Pfarrkirche.

## Geschichte

### Gründung
Das der Heiligen Jungfrau Maria geweihte Kloster wurde 1260 durch Heinrich II. von Sonneberg und seine Gemahlin Kunigunde gegründet. Die Abtei befand sich zunächst in Ebersdorf und wurde nach einem Brand um 1287 nach Hofstädten verlagert. Hofstädten nahm erst 1889 als Sonnefeld den Namen des Klosters bzw. des Amtes an. Grundherr war zu Beginn der Bamberger Bischof Berthold von Leiningen, der mit der Klostergründung auch das Vordringen der Grafen von Henneberg zu unterbinden versuchte. Geistliches Oberhaupt war der Bischof von Würzburg. Die Besiedlung erfolgte vom Kloster Maidbronn aus. Zur Ausstattung gehörten die Dörfer Frohnlach und Ebersdorf. 1262 besichtigten die Äbte von Ebrach und Bildhausen die Fortschritte und sorgten für die Anerkennung des Ordens.

### Weitere Entwicklung
Klostergründer Heinrich II. befand sich 1279 auch unter den Zeugen bei der Gründung des Klosters Himmelkron. Die Abfolge der Äbtissinnen ist in der Liste der Äbtissinnen von Sonnefeld dargestellt. Das Kloster Sonnefeld wurde hennebergisch. Unter der Äbtissin Anna von Henneberg, deren Epitaph erhalten geblieben ist, erlebte es eine Blütezeit. Der Niedergang vollzog sich bereits im 14. Jahrhundert. Die Zahl der Nonnen war über die Wirtschaftsgrundlage hinaus angestiegen und musste auf 50 Personen beschränkt werden. Die Versorgung für Unverheiratete und Witwen von Adeligen und Bürgerlichen stand zunehmend im Mittelpunkt des klösterlichen Lebens. Privatbesitz war entgegen der Ordensregeln üblich geworden, dagegen sank die Zahl der Konversen. Unter der Äbtissin Margaretha von Brandenstein (um 1460–1503) gelangte das Kloster zu einer letzten Blüte, denn der Äbtissin gelang die Entschuldung und sie setzte mehrere Bauvorhaben um. 1504 wendete sich ein Großteil der Nonnen gegen die Äbtissin, als sie die Klausur wieder einführen wollte, der Abt von Kloster Georgenthal wurde als Visitator eingesetzt und sperrte einige der Nonnen ein.

### Besitzungen
Ausgehend von den vormaligen Bambergischen Lehen Sonnefeld, Frohnlach und Ebersdorf mehrte das Kloster seinen Grundbesitz durch weitere Güter Bambergs, des Klosters Banz und der Benediktinerabtei Saalfeld. Ein päpstlicher Schutzbrief von 1291 nennt 34 Ortschaften und das Kloster entwickelte sich bis zum Ende des Mittelalters zu einem der größten Grundbesitzer im Coburger Land. Das Erbbuch von 1514 führt 77 Ortschaften auf, in denen das Kloster Liegenschaften hatte. Ein nahezu geschlossener Herrschaftsbereich bestand um Sonnefeld. Hinzu kamen Stiftungen lokaler Adelsfamilien, besonders der Familie von Schaumberg und der Marschälle von Kunstadt. Seit 1331 hatte das Kloster ein Wohnrecht in einem Bamberger Bürgerhaus am Grünen Markt und war Besitzer einiger Häuser in Coburg. Durch Anna von Henneberg gelangte das Kloster in den Besitz von Weinbergen in Nüdlingen und Nassach.

### Ende des Klosters
1524 setzten die Nonnen gegen den Willen der letzten Äbtissin Margaretha von Zedtwitz einen lutherischen Prediger durch. Als die Äbtissin ein Jahr später verstarb, ernannten die Räte des sächsischen Kurfürsten Johanns einen Verwalter für den Klosterbesitz. Fünf der 14 Nonnen verließen das Kloster zugunsten eines weltlichen Lebens, die letzte verbliebene Nonne starb 1572. Der Besitz fiel der coburgischen Landesherrschaft als Amt zu. Anna von Sachsen verbrachte mehrere Jahre ihrer Gefangenschaft im ehemaligen Kloster und wurde in der Klosterkirche bestattet.

## Kirche und Klostergebäude
Die Kirche wurde gemäß dem Stil der Zisterzienserinnen neben Chor und Langhaus mit einer anschließenden ebenerdigen Gruft erbaut, darüber die Nonnenempore. Der Chorraum ist eine Arbeit von Heinrich Parler. Durch Brände und Umbaumaßnahmen ging dieser Charakter teilweise verloren. Unter anderem wurde auch der typische Dachreiter entfernt. Nur wenige Grabmäler haben aus der Klosterzeit überdauert, sie erinnern an die Äbtissin Anna von Henneberg und an Schaumberger Ritter. Die Klosterkirche wurde 1540 evangelische Pfarrkirche. Die vorherige Ortskirche ist die heutige Friedhofskirche.
1634 brannten Kirche und Kloster nieder. 1856 wurde die Anlage restauriert. Vom Kloster ist nur ein Teil des Ostflügels erhalten geblieben. Ein Schlussstein im Gewölbe des Kapitelsaals trägt das Wappen der Äbtissin Dorothea von Kemmaten (um 1453). Reste von Malereien aus der 2. Hälfte des 15. Jahrhunderts sind noch zu sehen.
Die Klosteranlage bestand insgesamt aus mehreren Gebäuden, die von einem Wassergraben umgeben waren. Die Gebäude dienten neben Wohnhäusern überwiegend der Landwirtschaft und der Verwaltung. Betrieben wurde eine Klostermühle. Zu den Gebäuden zählte auch ein Amtshaus, eine Fronfeste und eine Schule.